# NGC 1686
NGC 1686 é uma galáxia espiral (Sbc) localizada na direcção da constelação de Eridanus. Possui uma declinação de -15° 20' 47" e uma ascensão recta de 4 horas, 52 minutos e 54,7 segundos.
A galáxia NGC 1686 foi descoberta em 1886 por Frank Leavenworth.